# Berd
Berd (en Armeni,  Բերդ [bɛɾtʰ]) és una ciutat de la província de Tavuix, a Armènia. És el centre administratiu del municipi de Berd. La ciutat està localitzada a l'oest del riu Tavuix, a 211 km de distància de Yerevan, envoltada de muntanyes baixes. A prop de la ciutat hi ha les ruïnes de la fortalesa de Tavuix i els monestirs del segle XII Nor Varagavank i Khoranashat. Alguns altres monestirs propers a la ciutat són Shkmuradi, Srveghi i Kaptavank. Segons el cens del 2022, la ciutat té una població de 6.899. Segons el cens de 2011, en tenia 7.957.

## Etimologia
El mot Berd significa ‘fortalesa’ o ‘castell’ en armeni. La petita població rep aquest nom a causa de la seva proximitat amb les ruïnes de la fortalesa de Tavuix, situada als afores de la població. Al llarg de la història, Berd també ha estat coneguda amb els noms de Berdagyugh, Tavuzghala, Tauzkend, Volorut, Shlorut i Ghalakyand.

## Història
Històricament, el territori de l’actual Berd formava part del cantó de Tuchkatak, dins la província d’Uti, la dotzena província de la Gran Armènia. La primera menció documentada data del segle X, com a residència del rei armeni Asoci II el Ferri. La fortalesa disposava d’un sistema de subministrament d’aigua desenvolupat. Fou abandonada durant el segle XIV.
Durant els enfrontaments armats entre Armènia i l’Azerbaidjan el juliol de 2020, la població fou bombardejada.

## Població i religió
Segons el cens de 2022, la ciutat té una població de 6.899 habitants. La majoria dels seus habitants són armenis. A la població també hi viuen al voltant de 200 udis.
L'evolució de la població de la ciutat és: 
| Any  | Habitants |
| ---- | --------- |
| 1897 | 1345      |
| 1926 | 2358      |
| 1939 | 4422      |
| 1959 | 5845      |
| 1976 | 8520      |
| 1989 | 10368     |
| 1991 | 11200     |
| 2001 | 8810      |
| 2011 | 7957      |
| 2022 | 6899      |

## Economia
Berd i la seva àrea d'influència és un centre de producció agrícola de primera línia d'Armènia. S'hi cultiva tabac, fruita i altres productes. També s'hi elabora vi i hi ha ramaderia.

## Personalitats notables
- Gnel Medzhlumyan, lluitador soviètic armeni, antic campió europeu.
- Nariné Abgarian, escriptora.[5]

## Galeria d'imatges

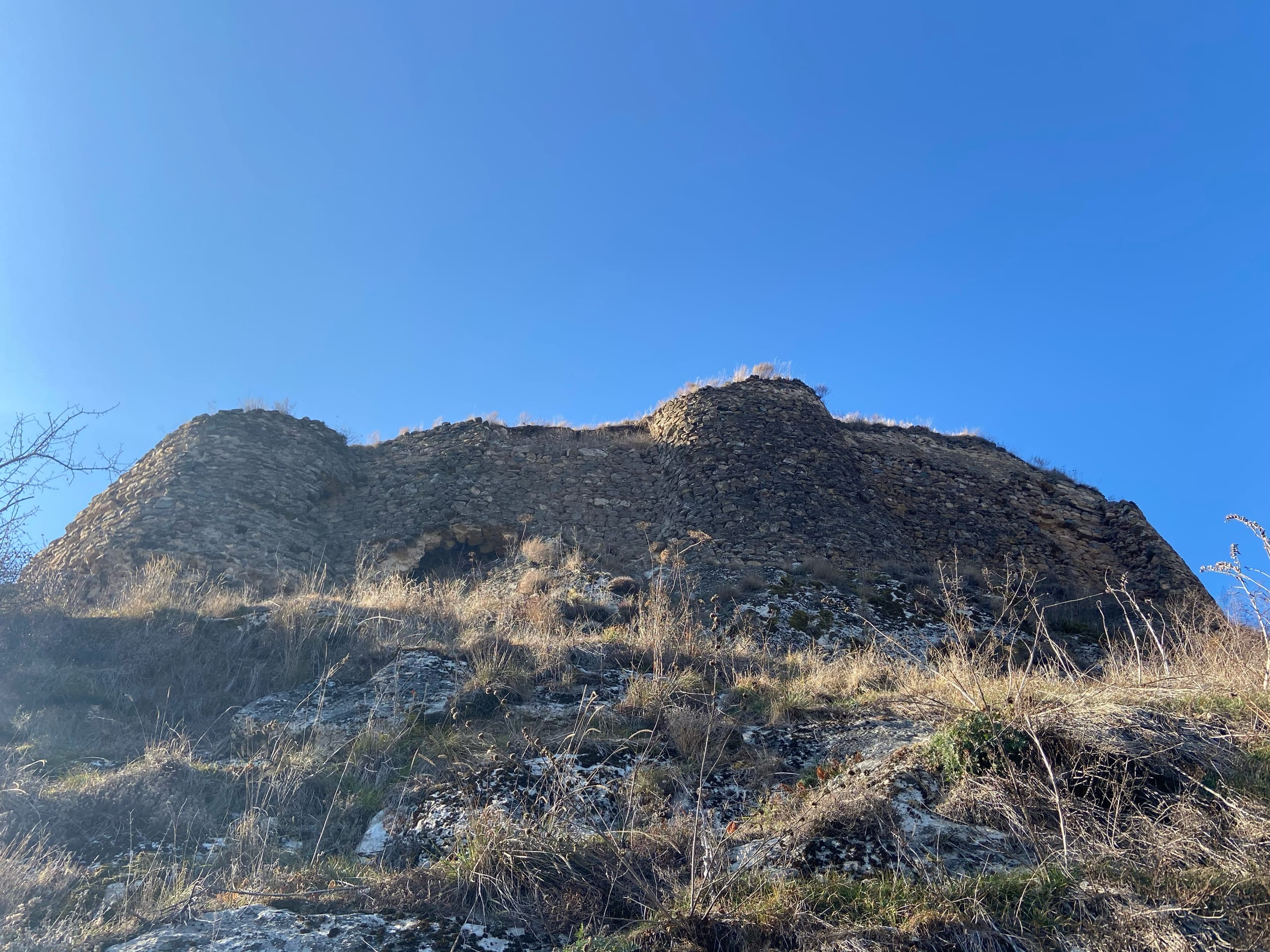
Tavush Fortress
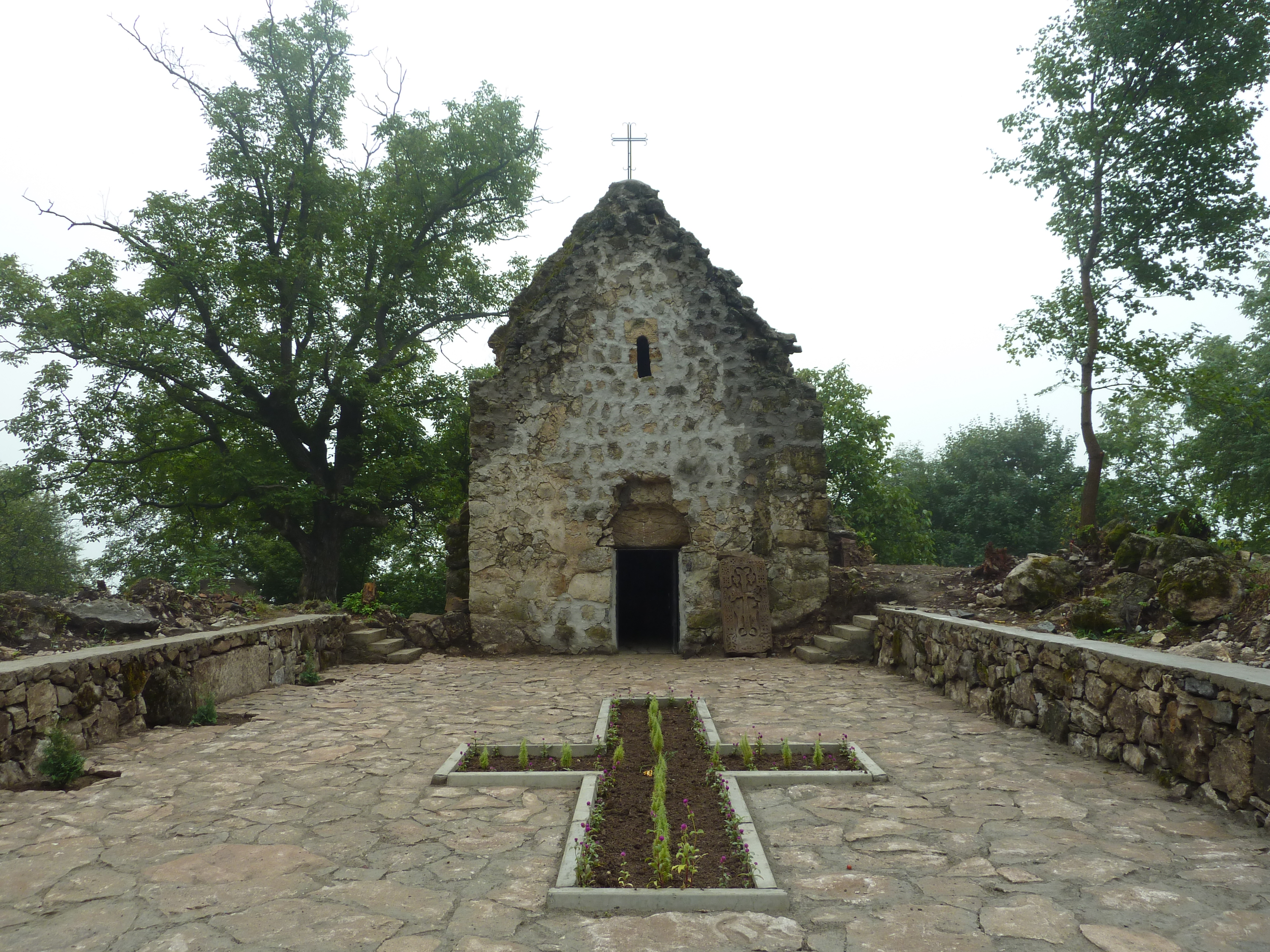
Mariam Mayr Vank near Berd
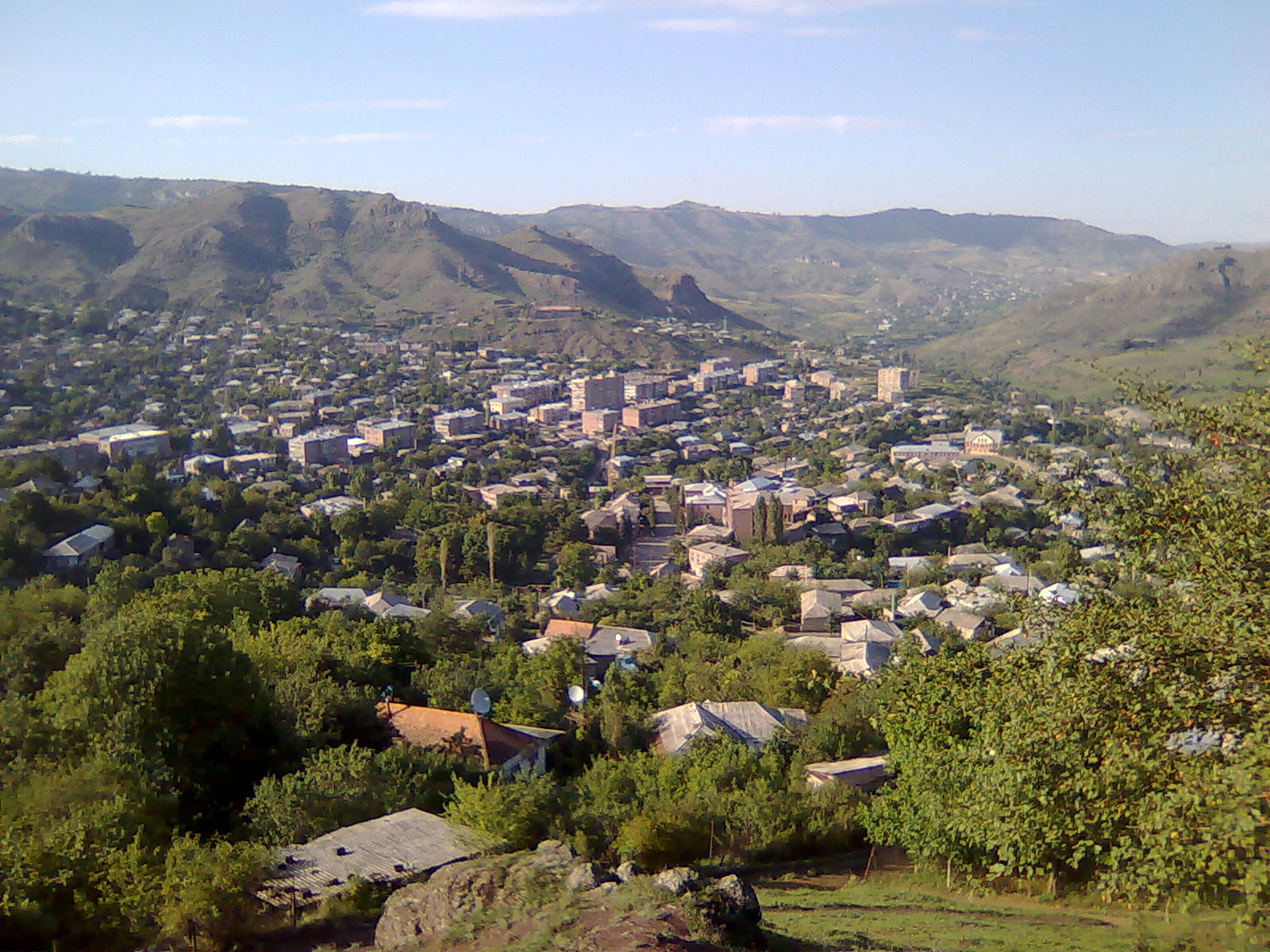
A view of Berd
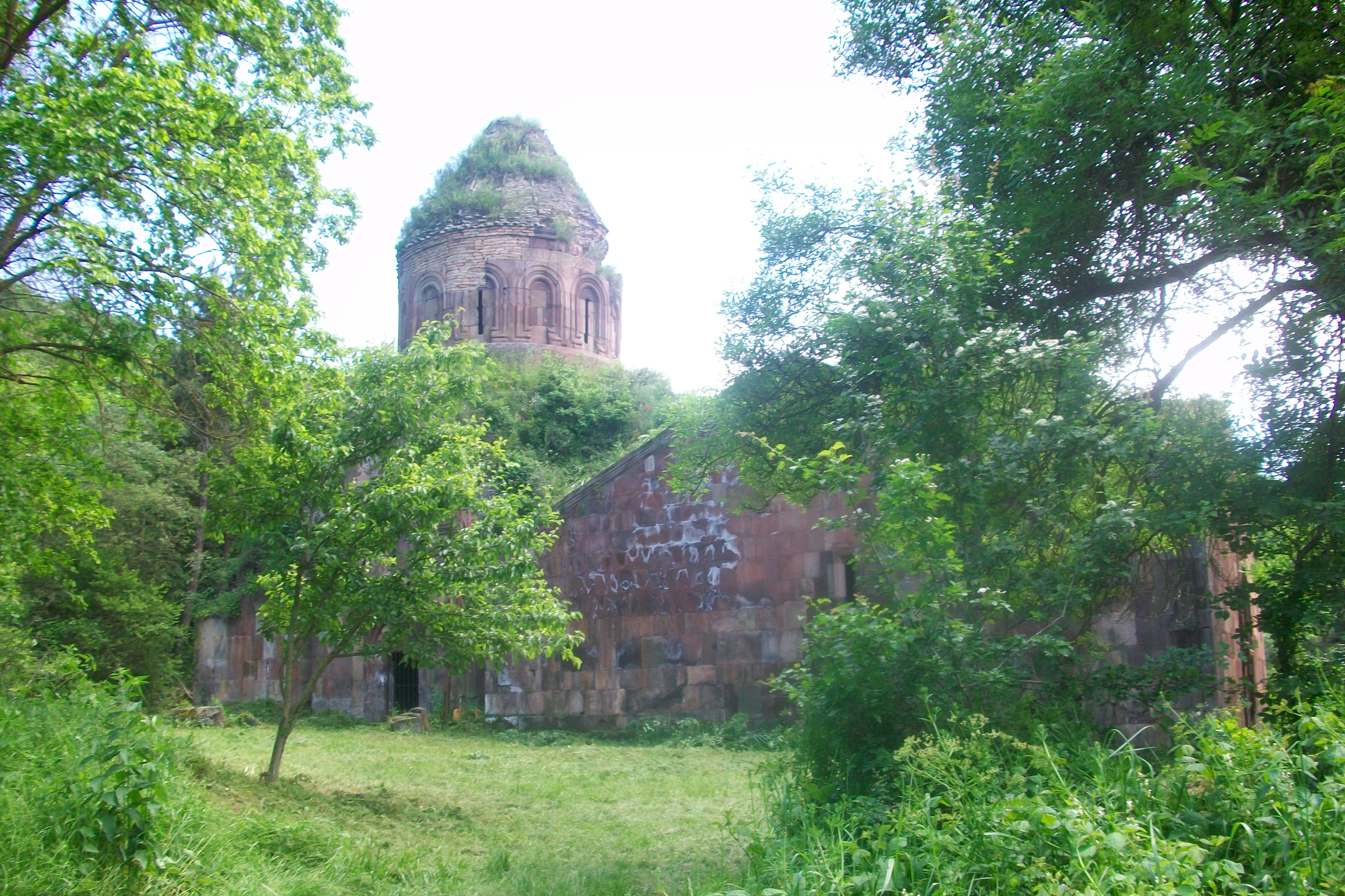
Khoranashat Monastery near Berd
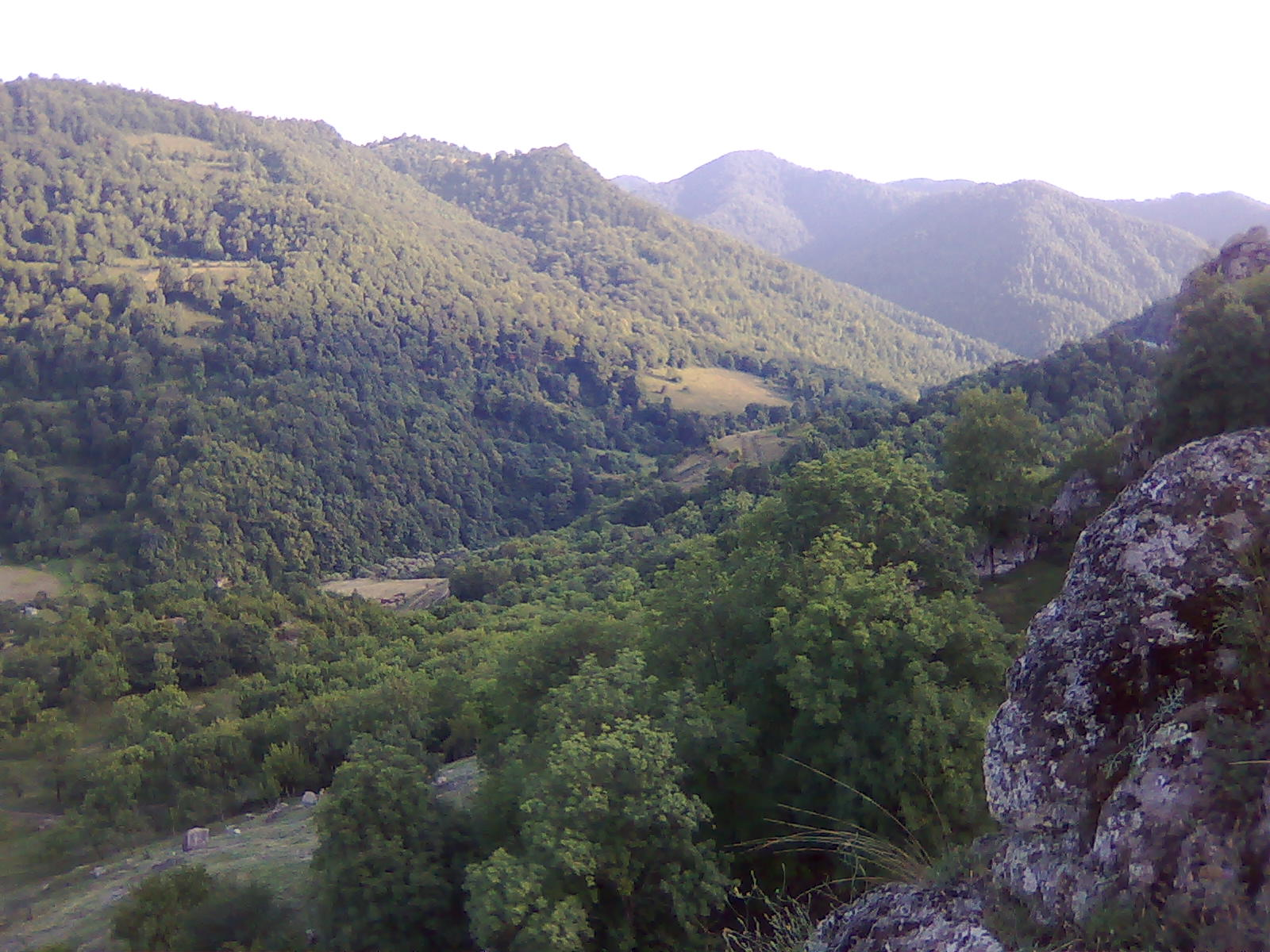
Scenery around Berd
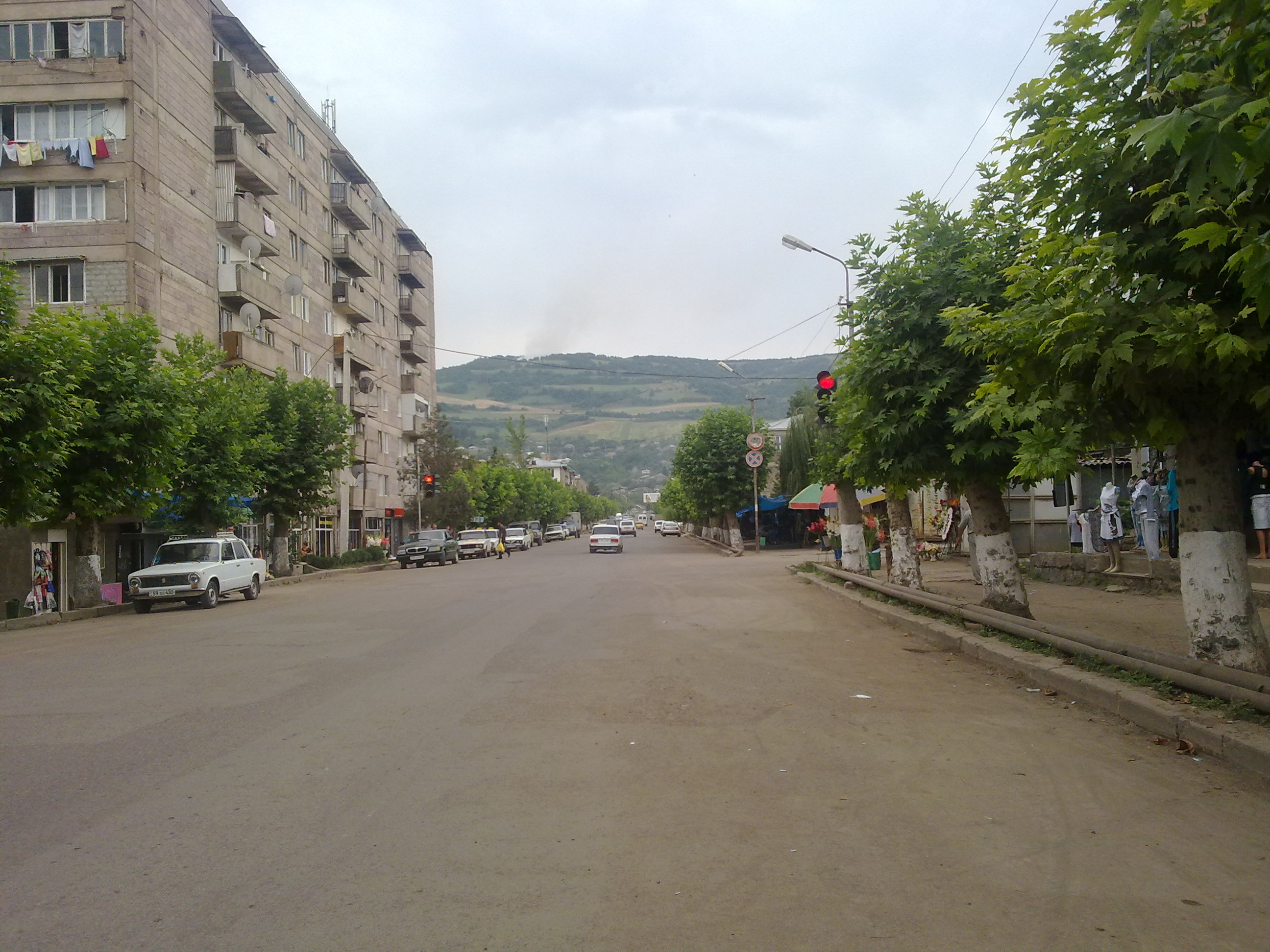
Mashtots Avenue